# 屏边油果樟
屏边油果樟（学名：Syndiclis pingbienensis）为樟科油果樟属下的一个种。